# Mentőöv

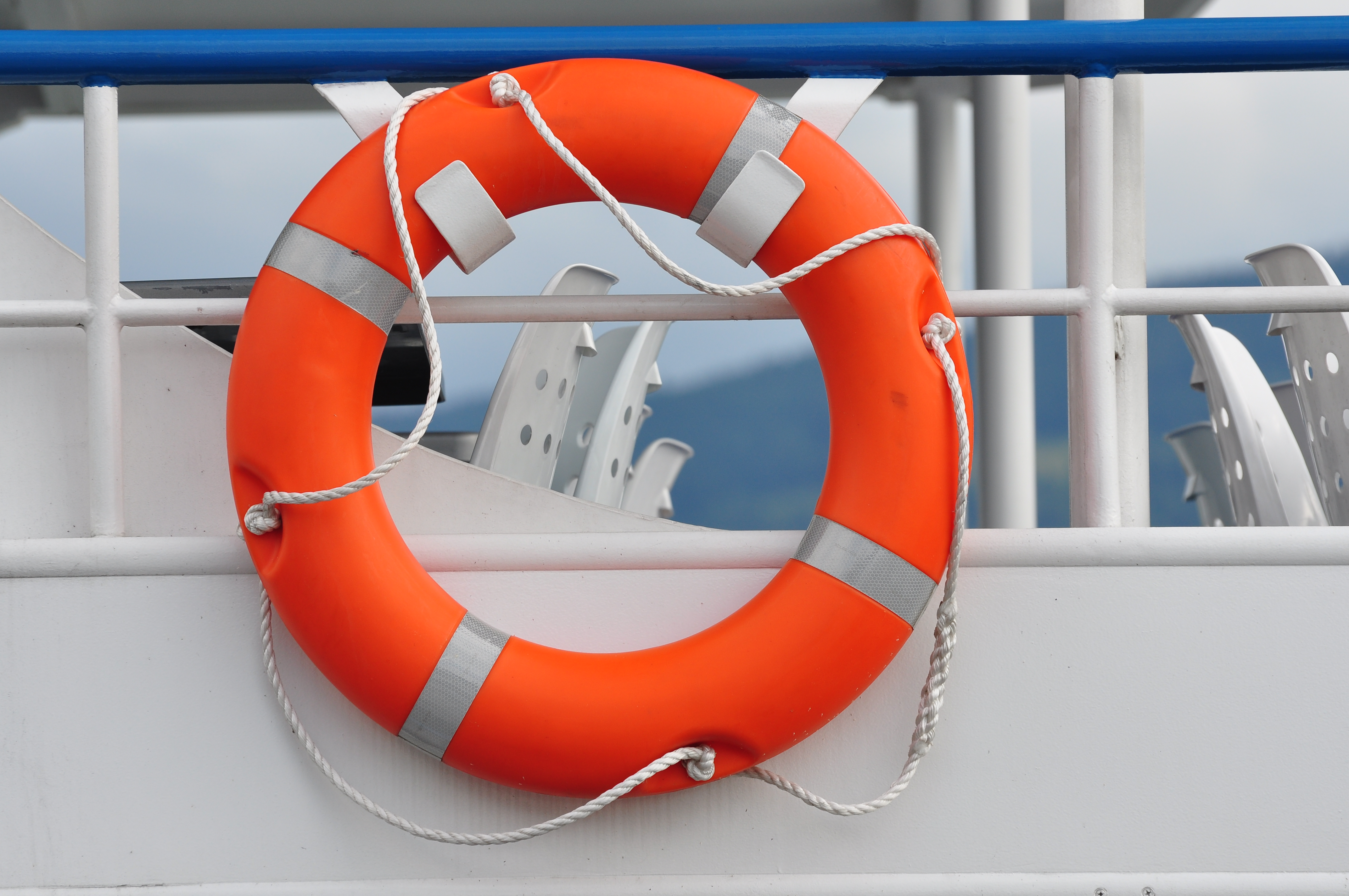
Hajóra szerelt mentőöv

A mentőöv, mentőgyűrű, mentőpatkó vagy mentőkarika egy vízi mentés során használt életmentő eszköz. A mentőgyűrű általában tórusz alakú, anyaga régebben parafa vagy más könnyű fa volt, ma azonban már könnyű műanyaghabból készítik. Leggyakrabban 90 kg-ra van hitelesítve. A mentőpatkó, ahogy neve is mutatja, patkó alakú, anyaga pedig nem merev, hanem puhább.
Ha a vízben ember fuldoklik, a neki dobott mentőövben megkapaszkodhat. Az övet a hajó fedélzeti magasságától is függő, de legalább 15 m hosszúságú kötéllel rögzítik a hajóhoz, így ha nem sikerül a mentésre szorulóhoz odadobni, akkor visszahúzható, és újra lehet próbálkozni. A mentőpatkó egyik használati módja is a hajóról való ledobás, de ezt alkalmazzák úgy is, hogy a mentő személy egy 3–3,5 m hosszú kötéllel magához köti és magával viszi a vízbe, majd így juttatja el a bajba jutott emberhez.
A mentőövre a jobb láthatóság érdekében egy teleszkopikus, zászlóval ellátott rúd is helyezhető. Ha elveszik egy mentőöv, érdemes értesíteni a vízimentőket, nehogy valaki az elveszett eszközt megtalálva vészhelyzetet jelentsen.